# Sudden Valley (Washington)
Sudden Valley  est une census-designated place américaine de l'État de Washington dans le comté de Whatcom. 
La population était de 6 441 habitants en 2010.